# Gunnel
Kvinnonamnet Gunnel är en medeltida kortform av det fornnordiska namnet Gunhild som är bildat av orden gunnr och hild som båda betyder strid. Det äldsta belägget i Sverige är från år 1468.
Gunnel har minskat avsevärt i popularitet sedan slutet av 1950-talet, när modevågen avklingade.[källa behövs]
Andra former av Gunnel är Gunnela (äldsta belägg i Sverige: 1400-tal) och Gunneli (äldsta belägg i Sverige: 1966) . En annan variant är Gunla och en extremt ovanlig är Gunika[källa behövs]
Den 31 december 2014 fanns det totalt 24 275 kvinnor folkbokförda i Sverige med namnet Gunnel, varav 14 582 bar det som tilltalsnamn. Motsvarande siffror var 114 respektive 58 för Gunnela och 16 respektive 5.
Namnsdag: 1 juni, (1986-1992: 30 januari, 1993-2000: 2 april). I den finlandssvenska namnsdagslängden har Gunnel namnsdag 30 januari sedan starten 1929, då en egen namnsdagskalender togs i bruk för finlandssvenskar.

## Personer med namnet Gunnel
- Gunnel Ahlin, svensk författare
- Gunnel Beckman, svensk författare
- Gunnel Biberfeld, svensk immunolog

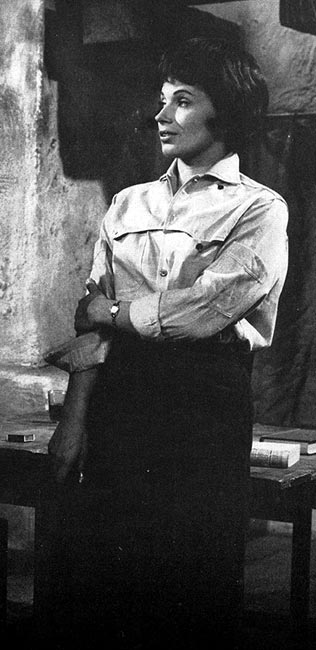
Gunnel Lindblom

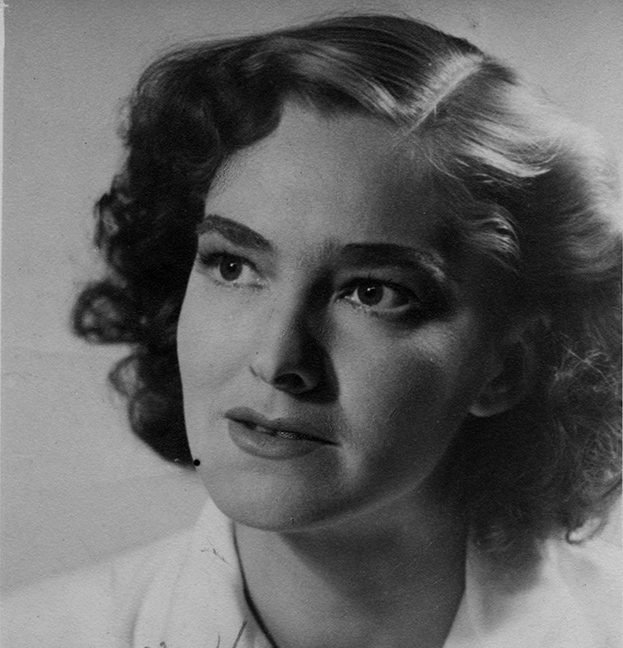
Gunnel Wadner

- Gunnel Bohman, svensk operasångerska
- Gunnel Broström,  svensk skådespelare och regissör
- Gunnel Carlson, svensk trädgårdsjournalist
- Gunnel Duveblad, svensk företagsledare
- Gunnel Eklund, svensk opera- och vissångerska
- Gunnel Enby, svensk författare
- Gunnel Engwall, svensk lingvist
- Gunnel Fagius, svensk musiker
- Gunnel Fred, svensk skådespelare
- Gunnel Frieberg, svensk konstnär
- Gunnel Granlid, svensk journalist och feminist
- Gunnel Gummeson, svensk folkskollärare, centralfigur i ett fall av försvinnande
- Gunnel Hasselrot, svensk ryttare
- Gunnel Hessel, svensk journalist
- Gunnel Hettman, svensk friidrottare
- Gunnel Holzhausen, svensk författare och skådespelare
- Gunnel Jonäng, svensk politiker (c)
- Gunnel Källgren, svensk lingvist
- Gunnel Liljegren, svensk politiker (m)
- Gunnel Lindblom, svensk skådespelare och regissör
- Gunnel Linde, svensk barnboksförfattare
- Gunnel Lindgren, svensk skådespelare och dansare
- Gunnel Mauritzson, svensk musiker
- Gunnel Nilsson, svensk sångerska och skådespelare
- Gunnel Nyman, finsk designer och formgivare
- Gunnel Sahlin, svensk konstnär
- Gunnel Sandberg, svensk musiker
- Gunnel Sjödin, svensk friidrottare
- Gunnel Sporr, svensk skådespelare
- Gunnel Törnander, svensk journalist
- Gunnel Vallquist, svensk författare, ledamot av Svenska Akademien
- Gunnel Wadner, svensk skådespelare
- Gunnel Wallin, svensk politiker (c)
- Gunnel Werner, svensk journalist